# Pachyplichas
Pachyplichas är ett fågelsläkte i familjen klippsmygar inom ordningen tättingar. Släktet omfattar två arter, båda utdöda:
- Sydöklippsmyg (Pachyplichas yaldwyni)
- Nordöklippsmyg (Pachyplichas jagmi)